# Edmund Colson

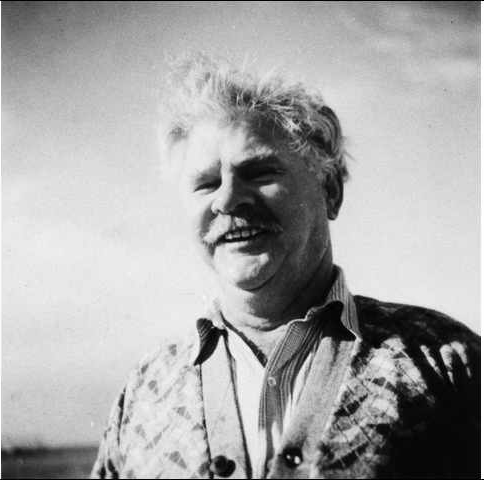
Edmund Colson

Edmund Albert (Ted) Colson (* 3. Juni 1881 in Richmans Creek bei Quorn in South Australia, Australien; † 27. Februar 1950 bei Adelaide, South Australia) war ein australischer Entdeckungsreisender, der 1936 als erster europäischstämmiger Australier die Simpsonwüste durchquerte.

## Frühes Leben
Edmund Colson wuchs in einer Familie mit acht Kindern auf. Er war das älteste Kind von Peter Errick Colson (Carlsen), einem Farmer aus Schweden, und seiner zweiten Frau, Ellen Amy, geborene Lines, aus Großbritannien. Er ging zur Yatina Public School. 1896 war er als Goldsucher mit seinem Vater auf den Norseman-Goldfeldern und bereits 1904 ein Unternehmer in Kalgoorlie. 1917 arbeitete er am Bau des Maaroondah-Staudamms mit. 1926 gründete er eine Speditionsfirma, mit der er Güter zwischen Healesville und Melbourne mit Motor angetriebenen Fahrzeugen transportierte. 1927 war er an der Erweiterung der Eisenbahnlinie im Norden von Oodnadatta in der Simpsonwüste beschäftigt. 1931 pachtete er die Blood Creek Station, eine Schafstation bei Abminga im Nordwesten von Oodnadatta. Dort betrieb er auch ein Handelswarengeschäft und war mit Bohrungen nach Wasser befasst.
1904 hatte er Alice Jane Horne geheiratet; die Ehe blieb kinderlos.

## Entdecker
1928 unternahm Colson eine Entdeckungsreise westlich des Goyder River und entdeckte dabei die Nordroute durch die Musgrave Ranges. An der Expedition von Michael Terry in den 1930er Jahren durch die Petermann und Tomkinson Ranges war er als Kameltreiber und Führer beteiligt. Er diente auch als Führer der anthropologischen Feldstudie westlich von Charlotte Waters, die Adolphus Peter Elkin durchführte. Colson kam bei den Expeditionen zugute, dass er mehrere Sprachen der Aborigines beherrschte, die Gewohnheiten und das Brauchtum der Aborigines kannte.
Die großen australischen Entdecker Charles Sturt und David Lindsay waren an der mehr als 885 Kilometer langen Durchquerung des Simpsonwüste gescheitert. Mitte des Jahres 1936 gelang ihm mit Eringa Peter vom Aborigines-Stamm der Antakurinya mit fünf Kamelen die erste Durchquerung der Simpsonwüste.

## Spätes Leben
Edmund Colson befasste sich weiterhin mit Expeditionen und mit der Kultur der Aborigines. Später ließ er sich in Finke im Northern Territory nieder, wo er das Unternehmen Colson Trading Co. gründete. Am 27. Februar 1950 starb er bei Balaklava bei Adelaide an den Folgen eines Autounfalls.

## Nachleben
Sein Manuskript Legend of the Innja und seine Korrespondenz aus der Zeit von 1931 bis 1932 mit dem Anthropologen Norman Tindale über die Traumzeit der Antakurinya werden im South Australian Museum aufbewahrt.
Ein Mahnmal für Colson wurde 1973 in Birdsville errichtet.